# Championnats des États-Unis d'athlétisme 2025
Navigation
Championnats 2024 Championnats 2026
Les Championnats des États-Unis d'athlétisme de 2025 se déroulent du 31 juillet au 3 août 2025 à l'Hayward Field de Eugene, en Oregon. La compétition détermine les champions d'athlétisme seniors des États-Unis, mais également les qualifiés pour les championnats du monde 2025.

## Résultats

### Hommes
| Épreuves                       | Or                                   | Argent                                 | Bronze                                |
| ------------------------------ | ------------------------------------ | -------------------------------------- | ------------------------------------- |
| 100 m (vent : + 1,8 m/s)       | Kenny Bednarek 9 s 79 (PB)           | Courtney Lindsey 9 s 82 (PB)           | T'Mars McCallum 9 s 83 (PB)           |
| 200 m (vent : + 0,5 m/s)       | Noah Lyles 19 s 63 (WL)              | Kenny Bednarek 19 s 67 (SB)            | Robert Gregory 19 s 80 (PB)           |
| 400 m                          | Jacory Patterson 44 s 16             | Chris Bailey 44 s 43                   | Khaleb McRae 44 s 45                  |
| 800 m                          | Donavan Brazier 1 min 42 s 16 (PB)   | Cooper Lutkenhaus 1 min 42 s 27        | Bryce Hoppel 1 min 42 s 49 (SB)       |
| 1 500 m                        | Jonah Koech 3 min 30 s 17 (PB)       | Ethan Strand 3 min 30 s 25 (PB)        | Cole Hocker 3 min 30 s 37 (SB)        |
| 5 000 m                        | Cole Hocker 13 min 26 s 45           | Grant Fisher 13 min 26 s 75            | Nico Young 13 min 27 s 05             |
| 10 000 m                       | Nico Young 29 min 2 s 12             | Grant Fisher 29 min 2 s 37             | Graham Blanks 29 min 3 s 66           |
| Marathon                       | Clayton Young 2 h 7 min 4 s          | CJ Albertson 2 h 8 min 17 s            | Reed Fischer 2 h 10 min 14 s          |
| 110 m haies (vent : + 2,0 m/s) | Ja'Kobe Tharp 13 s 01 (PB)           | Cordell Tinch 13 s 03                  | Dylan Beard 13 s 04                   |
| 400 mètres haies               | Rai Benjamin 46 s 89                 | Caleb Dean 48 s 45                     | Chris Robinson 48 s 56                |
| 3 000 m steeple                | Kenneth Rooks 8 min 26 s 58          | Daniel Michalski 8 min 26 s 77         | Benard Keter 8 min 29 s 00            |
| 20 km marche                   | Nick Christie 1 h 24 min 56 s 2      | Emmanuel Corvera 1 h 27 min 59 s 2     | Jordan Crawford 1 h 28 min 2 s 6      |
| 35 km marche                   | Nick Christie 2 h 45 min 32 s        | Jordan Crawford 2 h 46 min 21 s        | Michael Mannozzi 3 h 3 min 54 s       |
| Saut en hauteur                | Tyus Wilson 2,27 m                   | Shelby McEwen JuVaughn Harrison 2,22 m | Non décernée                          |
| Saut à la perche               | Austin Miller 5,92 m (PB)            | Sam Kendricks Matt Ludwig 5,72 m       | Non décernée                          |
| Saut en longueur               | Isaac Grimes 8,15 m (SB) (+ 0,8 m/s) | Will Williams 8,14 m (+ 2,7 m/s)       | Jarrion Lawson 8,12 m (SB)(+ 1,2 m/s) |
| Triple saut                    | Russell Robinson 17,15 m (+ 0,7 m/s) | Salif Mane 17,15 m (- 0,4 m/s)         | Will Claye 17,09 m (+ 1,7 m/s)        |
| Lancer du poids                | Josh Awotunde 22,47 m (PB)           | Payton Otterdahl 22,35 m (SB)          | Adrian Piperi 22,29 m (PB)            |
| Lancer du disque               | Reginald Jagers III 66,85 m          | Sam Mattis 65,56 m                     | Marcus Gustaveson 64,51 m             |
| Lancer du marteau              | Rudy Winkler 81,47 m                 | Trey Knight 78,76 m (PB)               | Daniel Haugh 77,28 m                  |
| Lancer du javelot              | Curtis Thompson 83,89 m              | Dash Sirmon 77,28 m                    | Marc Minichello 76,81 m               |
| Décathlon                      | Kyle Garland 8 869 pts               | Heath Baldwin 8 407 pts                | Harrison Williams 8 223 pts           |

### Femmes
| Épreuves                            | Or                                          | Argent                                | Bronze                                  |
| ----------------------------------- | ------------------------------------------- | ------------------------------------- | --------------------------------------- |
| 100 m (vent : + 0,4 m/s)            | Melissa Jefferson-Wooden 10 s 65 (WL)(PB)   | Kayla White 10 s 84 (PB)              | Aleia Hobbs 10 s 92                     |
| 200 m (vent : + 0,5 m/s)            | Melissa Jefferson-Wooden 21 s 84 (PB)       | Anavia Battle 22 s 13 (SB)            | Gabrielle Thomas 22 s 20                |
| 400 m                               | Sydney McLaughlin-Levrone 48 s 90 (SB)      | Isabella Whittaker 49 s 59            | Aaliyah Butler 49 s 91                  |
| 800 m                               | Roisin Willis 1 h59 s 26                    | Maggi Congdon 1 h59 s 39              | Sage Hurta-Klecker 1 h59 s 48           |
| 1 500 m                             | Nikki Hiltz 4 h3 s 15                       | Sinclaire Johnson 4 h3 s 77           | Emily Mackay 4 h4 s 38                  |
| 5 000 m                             | Shelby Houlihan 15 min 13 s 61              | Elise Cranny 15 min 14 s 26           | Josette Andrews 15 min 15 s 01          |
| 10 000 m                            | Emily Infeld 31 min 43 s 56                 | Elise Cranny 31 min 44 s 24           | Taylor Roe 31 min 45 s 41               |
| Marathon                            | Susanna Sullivan 2 h 21 min 56 s            | Erika Kemp 2 h 22 min 56 s            | Jessica McClain 2 h 22 min 43 s         |
| 100 mètres haies (vent : + 0,7 m/s) | Masai Russell 12 s 22                       | Grace Stark 12 s 31                   | Alaysha Johnson 12 s 36                 |
| 400 mètres haies                    | Dalilah Muhammad 52 s 65                    | Anna Cockrell 52 s 89 (SB)            | Jasmine Jones 53 s 23                   |
| 3 000 m steeple                     | Lexy Halladay-Lowry 9 h9 s 14               | Angelina Napoleon 9 h10 s 96          | Kaylee Mitchell 9 h11 s 36              |
| 20 km marche                        | Lauren Harris 1 h 31 min 23 s 7             | Maria Michta-Coffey 1 h 39 min 56 s 8 | Katie Burnett 1 h 40 min 35 s 2         |
| 35 km marche                        | Katie Burnett 3 h 5 min 12 s                | Miranda Melville 3 h 5 min 55 s       | Maria Michta-Coffey 3 h 10 min 1 s      |
| Saut en hauteur                     | Vashti Cunningham 1,97 m (SB)               | Sanaa Barnes 1,94 m (PB)              | Emma Gates 1,91 m (PB)                  |
| Saut à la perche                    | Sandi Morris 4,83 m (SB)                    | Katie Moon 4,73 m                     | Amanda Moll 4,73 m                      |
| Saut en longueur                    | Tara Davis-Woodhall 7,12 m (WL) (+ 1,2 m/s) | Claire Bryant 6,97 m (+ 2,1 m/s)      | Quanesha Burks 6,90 m (SB) (+ 0,7 m/s)  |
| Triple saut                         | Jasmine Moore 14,68 m (+ 1,8 m/s)           | Agur Dwol 13,76 m (+ 1,9 m/s)         | Euphenie Andre 13,64 m (PB) (+ 1,2 m/s) |
| Lancer du poids                     | Chase Jackson 20,84 m                       | Maggie Ewen 19,94 m (SB)              | Jessica Ramsey 19,56 m (SB)             |
| Lancer du disque                    | Valarie Allman 71,45 m                      | Laulauga Tausaga 64,86 m              | Gabi Jacobs 63,33 m                     |
| Lancer du marteau                   | DeAnna Price 78,53 m (SB)                   | Brooke Andersen 75,14 m               | Rachel Richeson 74,57 m                 |
| Lancer du javelot                   | Evie Bliss 57,77 m                          | Madison Wiltrout 56,46 m              | Sarah Blake 55,80 m (SB)                |
| Heptathlon                          | Anna Hall 6 899 pts                         | Taliyah Brooks 6 526 pts              | Allie Jones 6 164 pts                   |